# Ramphotyphlops mansuetus
Ramphotyphlops mansuetus este o specie de șerpi din genul Ramphotyphlops, familia Typhlopidae, descrisă de Thomas Barbour în anul 1921. Conform Catalogue of Life specia Ramphotyphlops mansuetus nu are subspecii cunoscute.